# Austrocercoides tunta
Austrocercoides tunta – gatunek widelnicy z rodziny Notonemouridae.
Gatunek ten opisany został w 1993 roku przez Günthera Theischingera. Miejsce typowe znajduje się w lesie, 4 km od góry Mount Oakleigh. Epitet gatunkowy tunta oznacza w języku Aborygenów włócznię i nawiązuje do kształtu epiproktu.
Długość ciała samców wynosi od 5 do 5,8 mm, a ich przedniego skrzydła od 5,9 i 6,4 mm. U samic długość ciała wynosi od 6,5 do 6,9 mm, a przedniego skrzydła od 7,6 do 7,7 mm. Głowa z wierzchu czarnobrązowa, od spodu nieco jaśniejsza, wyposażona w czułki i głaszczki barwy ciemnonoszarawobrązowej. Tułów od szarawo- do czarnobrązowego, odwłok zaś od żółtawoszarego do szarawobrązowego. Skrzydła przezroczyste, jasnobrązowo przydymione i brązowo użyłkowane. Odnóża o czarnobrązowych biodrach i krętarzach żółtawoszarych oraz szarobrązowych stopach i pazurkach. Uda są u ciemnoszarawobrązowe z szarawobrązowymi przepaskami. Golenie u nasady czarno- a w dalszej połowie szarawobrązowe, zaś pomiędzy tymi częściami jaśniejsze. Samcze narządy rozrodcze charakteryzuje lekko wydłużony tylno-środkowo dziewiąty tergit oraz młoteczek epiproktu z krótką, zakrzywioną „rączką” i stożkowatą „główką”.
Owad znany tylko z australijskiej Tasmanii.